# 1926.
◄ | 19. stoljeće | 20. stoljeće | 21. stoljeće | ►
◄ | 1890-ih | 1900-ih | 1910-ih | 1920-ih | 1930-ih | 1940-ih | 1950-ih | ►
◄◄ | ◄ | 1923. | 1924. | 1925. | 1926. | 1927. | 1928. | 1929. | ► | ►►
Arhitektura • Astronomija • Biologija • Film • Fotografija • Glazba • Kazalište • Kemija • Kiparstvo • Knjige • Književnost • Kršćanstvo • Meteorologija • Medicina • Planinarstvo • Politika • Pravo • Promet • Slikarstvo • Strip • Šport • Televizija • Znanost • Zrakoplovstvo • Željeznički promet

## Događaji
- 14. siječnja – Praizvedba Tijardovićeve Male Floramye u Splitu
- 2. veljače – Stjepan Radić pred oko 10.000 ljudi održao govor u Dubrovniku ispred crkve sv. Vlaha[1]
- 18. travnja – U Pridvorju u Konavlima osnovana je podružnica Hrvatskog orlovskog saveza.[2]
- 15. svibnja – Započelo emitiranje radio Zagreba, prve radio postaje u Hrvatskoj koja kasnije postaje sastavnim dijelom HRT-a
- Erwin Schrödinger – stanja elektrona određena su rješenjima valne jednadžbe

## Rođenja

### Siječanj – ožujak
- 3. siječnja – George Martin, američka skladatelj († 2016.)
- 20. siječnja – Patricia Neal, američka glumica († 2010.)
- 21. siječnja – Xenia Valderi, hrvatsko-talijanska glumica († 2008.)
- 11. veljače – Leslie Nielsen, kanadsko-američki glumac i komičar († 2010.)
- 10. ožujka – Višnja Stahuljak, hrvatska književnica († 2011.)
- 16. ožujka – Jerry Lewis, američki komičar, glumac i redatelj († 2017.)
- 18. ožujka – Peter Graves, američki glumac († 2010.)
- 30. ožujka – Ingvar Kamprad, švedski industrijalac († 2018.)
- 31. ožujka – Rudolf Miculinić, hrvatski liječnik († 2009.)

### Travanj – lipanj
- 21. travnja – Elizabeta II., kraljica Ujedinjenog Kraljevstva († 2022.)
- 28. travnja – Harper Lee, američka spisateljica († 2016.)
- 30. travnja – Cloris Leachman, američka glumica († 2021.)
- 7. svibnja – Petar Vovk, hrvatski arhitekt († 2020.)
- 14. svibnja – Franko Winter, hrvatski političar († 1981.)
- 17. svibnja – Michio Kushi, japanski edukator, makrobiotika († 2014.)
- 30. svibnja – Zvjezdana Bašić, hrvatska pijanistica i klavirska pedagoginja († 2005.)
- 31. svibnja – John George Kemeny, američko - mađarski matematičar († 1992.)
- 1. lipnja – Marilyn Monroe, američka glumica († 1962.)
- 21. lipnja – Krešo Novosel, hrvatski TV urednik, novinar i pisac († 2008.)
- 25. lipnja – Ingeborg Bachmann, austrijska književnica († 1973.)
- 26. lipnja – Jérôme Lejeune, francuski liječnik i genetičar († 1994.)
- 28. lipnja – Mel Brooks, američki glumac, redatelj, producent

### Srpanj – rujan
- 1. srpnja – Ivan Fuček, hrvatski katolički svećenik, isusovac, teolog († 2020.)
- 3. srpnja – Ivica Horvat, hrvatski nogometaš († 2012.)
- 10. srpnja – Pavle Vuisić, srpski glumac († 1988.)
- 17. srpnja – Etta Bortolazzi, hrvatska glumica († 2000.)
- 24. srpnja – Ankica Tuđman, supruga prvog hrvatskog predsjednika († 2022.)
- 5. kolovoza – Mira Župan, hrvatska glumica († 1993.)
- 10. kolovoza – Edwin Carr, novozelandski skladatelj i pijanist († 2003.)
- 13. kolovoza – Fidel Castro, kubanski predsjednik († 2016.)
- 16. kolovoza – Miroslav Šicel, hrvatski književni povjesničar i esejist († 2011.)
- 21. kolovoza – Ivo Margan, hrvatski liječnik, političar i diplomat († 2010.)
- 26. kolovoza – Miroslav Brozović, hrvatski nogometaš († 2006.)
- 2. rujna – Jevgenij Leonov, ruski glumac († 1993.)
- 14. rujna – Danica Rusjan, hrvatska slikarica i ilustratorica († 2022.)
- 23. rujna – John Coltrane, američki jazz glazbenik († 1967.)

### Listopad – prosinac
- 10. listopada – Nada Kareš Richter, hrvatska glumica († 2005.)
- 18. listopada – Chuck Berry, američki glazbenik († 2017.)
- 18. listopada – Klaus Kinski, njemački glumac († 1991.)
- 13. studenoga – Zvonimir Červenko, hrvatski general († 2001.)
- 16. studenoga – Miko Tripalo, hrvatski političar († 1995.)
- 23. studenoga – Sathya Sai Baba, indijski guru, religijska figura i učitelj († 2011.)
- 25. prosinca – Nikola Tanhofer, hrvatski snimatelj i režiser († 1998.)

## Smrti

### Siječanj – ožujak
- 21. siječnja – Camillo Golgi, talijanski znanstvenik (* 1843.)

### Travanj – lipanj
- 16. svibnja – Mehmed VI., turski sultan (* 1861.)
- 9. lipnja – Janko Ibler, hrvatski publicist i književni kritičar (* 1862.)
- 14. lipnja – Branko Vodnik, hrvatski književnik i povjesničar (* 1879.)

### Srpanj – rujan
- 20. srpnja – Feliks Dzeržinski, poljsko-ruski komunist (* 1877.)
- 23. kolovoza – Rudolph Valentino, američki filmski glumac (* 1895.)
- 18. travnja – Danica Širola, hrvatska učiteljica (* 1900.)

### Listopad – prosinac
- 9. listopada – Josias von Heeringen, njemački general (* 1850.)
- 5. prosinca – Claude Monet, francuski slikar (* 1840.)
- 29. prosinca – Rainer Maria Rilke, austrijski pjesnik (* 1875.)

## Nobelova nagrada za 1926. godinu
- Fizika: Jean Baptiste Perrin
- Kemija: Theodor H. E. Svedberg
- Fiziologija i medicina: Johannes Fibiger
- Književnost: Grazia Deledda
- Mir: Aristide Briand i Gustav Stresemann

## Vanjske poveznice
|  | Zajednički poslužitelj ima još gradiva o temi 1926. |